# Miturgopelma ferrugineum
Espèce
Synonymes
- Zora ferruginea L. Koch, 1873

Miturgopelma ferrugineum est une espèce d'araignées aranéomorphes de la famille des Miturgidae.

## Distribution
Cette espèce est endémique d'Australie. Elle se rencontre au Queensland et en Nouvelle-Galles du Sud.

## Description
Le mâle décrit par Raven, Hebron et Williams en 2023 mesure 7,0 mm.

## Systématique et taxinomie
Cette espèce a été décrite sous le protonyme Zora ferruginea par L. Koch en 1873. Elle est placée dans le genre Uliodon par Simon en 1897 puis dans le genre Miturgopelma par Raven, Hebron et Williams en 2023.

## Publication originale
- L. Koch, 1873 : Die Arachniden Australiens, nach der Natur beschrieben und abgebildet. Nürnberg, vol. 1, p. 369-472 (texte intégral).